# Notte magica - A Tribute to the Three Tenors
Notte magica - A Tribute to the Three Tenors è il quarto album dal vivo del gruppo musicale italiano Il Volo, pubblicato il 30 settembre 2016 dalla Sony Masterworks. Il disco vede la partecipazione di Plácido Domingo.

## Tracce

### Edizione standard
1. Turandot: Nessun dorma – 3:32 (Giacomo Puccini, Giuseppe Adami, Renato Simoni)
2. Granada – 4:28 (Agustín Lara)
3. Mattinata – 2:40 (Ruggero Leoncavallo)
4. L'elisir d'amore: Una furtiva lagrima – 4:35 (Gaetano Donizetti, Felice Romani)
5. La danza – 3:37 (Gioachino Rossini, Carlo Pepoli)
6. Tosca: E lucevan le stelle – 3:09 (Giacomo Puccini, Giuseppe Giacosa, Luigi Illica)
7. Torna a Surriento – 3:48 (Ernesto De Curtis, Giambattista De Curtis)
8. Core 'ngrato – 3:00 (Alessandro Sisca, Salvatore Cardillo)
9. 'O paese d' 'o sole – 3:33 (Vincenzo D'Annibale, Libero Bovio)
10. Maria – 3:15 (Leonard Bernstein, Stephen Sondheim)
11. My Way – 3:54 (Claude François, Paul Anka, Jacques Revaux)
12. Tonight – 2:46 (Leonard Bernstein, Stephen Sondheim)
13. 'O surdato 'nnammurato – 2:05 (Aniello Califano, Enrico Cannio)
14. Mamma – 3:42 (Cesare Andrea Bixio, Bixio Cherubini)
15. Cielito lindo – 2:42 (Quirino Mendoza y Cortés)
16. En Aranjuez con tu amor – 3:37 (Joaquín Rodrigo)
17. La tabernera del puerto: No puede ser – 2:48 (Federico Romero Sarachaga, Guillermo Fernández-Shaw Iturralde, Pablo Sorozábal)
18. Non ti scordar di me (feat. Plácido Domingo) – 3:31 (Domenico Furnò, Ernesto De Curtis)
19. 'O sole mio – 4:05 (Giovanni Capurro, Eduardo Di Capua, Alfredo Mazzucchi)
20. La traviata: Libiamo ne' lieti calici – 3:22 (Giuseppe Verdi, Francesco Maria Piave)

Tracce bonus
1. Ave Maria, Mater Misericordiae – 3:26 (Romano Musumarra, Giorgio Flavio Pintus)
2. Adeste fideles – 3:15 (John Francis Wade)

### Edizione deluxe
CD 1
1. La forza del destino: sinfonia – 8:04 (Giuseppe Verdi)
2. Turandot: Nessun dorma – 3:32 (Giacomo Puccini, Giuseppe Adami, Renato Simoni)
3. Granada – 4:28 (Agustín Lara)
4. Mattinata – 2:40 (Ruggero Leoncavallo)
5. L'elisir d'amore: Una furtiva lagrima – 4:35 (Gaetano Donizetti, Felice Romani)
6. La danza – 3:37 (Gioachino Rossini, Carlo Pepoli)
7. Tosca: E lucevan le stelle – 3:09 (Giacomo Puccini, Giuseppe Giacosa, Luigi Illica)
8. Torna a Surriento – 3:48 (Ernesto De Curtis, Giambattista De Curtis)
9. Manon Lescaut: intermezzo – 5:24 (Giacomo Puccini)
10. Core 'ngrato – 3:00 (Alessandro Sisca, Salvatore Cardillo)
11. 'O paese d' 'o sole – 3:33 (Vincenzo D'Annibale, Libero Bovio)
12. Maria – 3:15 (Leonard Bernstein, Stephen Sondheim)
13. My Way – 3:54 (Claude François, Paul Anka, Jacques Revaux)
14. Tonight – 2:46 (Leonard Bernstein, Stephen Sondheim)

CD 2
1. 'O surdato 'nnammurato – 2:05 (Aniello Califano, Enrico Cannio)
2. Mamma – 3:42 (Cesare Andrea Bixio, Bixio Cherubini)
3. Cavalleria rusticana – 3:47 (Pietro Mascagni)
4. Cielito lindo – 2:42 (Quirino Mendoza y Cortés)
5. En Aranjuez con tu amor – 3:37 (Joaquín Rodrigo)
6. La tabernera del puerto: No puede ser – 2:48 (Federico Romero Sarachaga, Guillermo Fernández-Shaw Iturralde, Pablo Sorozábal)
7. Non ti scordar di me (feat. Plácido Domingo) – 3:31 (Domenico Furnò, Ernesto De Curtis)
8. 'O sole mio – 4:05 (Giovanni Capurro, Eduardo Di Capua, Alfredo Mazzucchi)
9. La traviata: Libiamo ne' lieti calici – 3:22 (Giuseppe Verdi, Francesco Maria Piave)

Tracce bonus
1. Ave Maria, Mater Misericordiae – 3:26 (Romano Musumarra, Giorgio Flavio Pintus)
2. Adeste fideles – 3:15 (John Francis Wade)

DVD
1. The Concert Firenze July, 1st 2016
2. Notte Magica – Behind the Scenes
3. Il Volo @ Casa Museo Pavarotti (Luciano Pavarotti House Museum)

## Formazione
Gruppo
- Piero Barone – tenore
- Ignazio Boschetto – tenore
- Gianluca Ginoble – baritono

Altri musicisti
- Plácido Domingo – direttore d'orchestra, voce
- Marcello Rota – direttore d'orchestra
- Orchestra del Teatro Massimo di Palermo – orchestra
- Schola Cantorum Labronica – coro (in “Nessun dorma”, “Libiamo ne' lieti calici”, “Adeste Fideles”)
- Maurizio Preziosi – maestro del coro
- Coro delle voci bianche della scuola di musica di Fiesole – coro  (in “Mamma”)
- Joan Yakkey – maestro del coro

Produzione
- Michele Torpedine – produzione

## Classifiche
| Classifica (2016)             | Posizione massima |
| ----------------------------- | ----------------- |
| Argentina                     | 6                 |
| Australia (classical)         | 4                 |
| Austria                       | 33                |
| Belgio (Vallonia)             | 74                |
| Germania (classical)          | 7                 |
| Corea del Sud                 | 61                |
| Corea del Sud (international) | 7                 |
| Italia                        | 2                 |
| Messico                       | 9                 |
| Polonia                       | 35                |
| Regno Unito (classical)       | 16                |
| Spagna                        | 20                |
| Stati Uniti                   | 186               |
| Stati Uniti (album sales)     | 58                |
| Stati Uniti (classical)       | 1                 |
| Stati Uniti (internet)        | 16                |
| Svizzera                      | 33                |